# Коста-Васка
Коста-Васка, Берег Басков (исп. Costa Vasca, баск. Euskal Kostaldea, фр. Côte basque) — часть побережья Бискайского залива в Стране Басков (провинции Бискайя и Гипускоа) и департаменте Атлантические Пиренеи от границы с Испанией на юге до устья реки Адур на севере.
К западу от Мускеса Коста-Васка переходит к Коста-Верде (Зелёный берег). Севернее Адура расположен Серебряный берег Франции.
Коста-Васка — восточная часть Зелёной Испании. На северных склонах Баскских гор — леса из бука и дуба. Побережье в основном скалистое, во Франции утёсы достигают высоты 20-30 м, в Испании — ещё выше. Встречаются и песчаные участки.
Климат — влажный морской. В Сан-Себастьяне выпадает 1581 мм осадков в год, в Биаррице — 1483 мм.